# Чатучак
Чатучак (тайск. สวนจตุจักร) — общественный парк в одноимённом районе Бангкока, столицы Таиланда.
Чатучак — один из старейших общественных парков Бангкока. Обустройство парка началось в 1975 году на территории, выделенной для этого государственными железными дорогами Таиланда. Парк был открыт 4 декабря 1980 года. Позднее парк был дополнен двумя другими, парком Королевы Сирикит и парком Вачирабенчатхат.
Площадь парка — 0,3 км². Парк длинный и неширокий, вдоль него лежит искусственное озеро, которое пересекают множество мостов. В парке находится также музей железной дороги. В районе парка расположена станция бангкокского метро «Парк Чатучак». В том же районе находится известный рынок, работающий в выходные дни.